# None So Vile
| Оценки критиков | Оценки критиков |
| Источник        | Оценка          |
| --------------- | --------------- |
| Allmusic        | [ 1 ]           |
| Sputnikmusic    | [ 2 ]           |

None So Vile (с англ. — «Без этого безумия») — второй студийный альбом канадской техно/брутал-дэт-группы Cryptopsy. Выпущен в 1996 году на шведском лейбле Wrong Again и переиздан лейблом Century Media Records в 2012 году.

## Об альбоме
Альбом был первым с басистом Эриком Лангуа, вторым с гитаристом Джоном Левассье и последним с вокалистом Лордом Уормом, который после записи альбома отправился работать учителем английского.
В отличие от предыдущих альбомов, где основной лирикой был сатанизм, на None So Vile была лирика про войну, голодание, чуму и смерть. На обложке альбома — картина итальянской художницы Элизабетты Сирани, на которой изображена Иродиада с головой Иоанна Крестителя в руках. На некоторых экземплярах диска ошибочно написано «None To Vile».

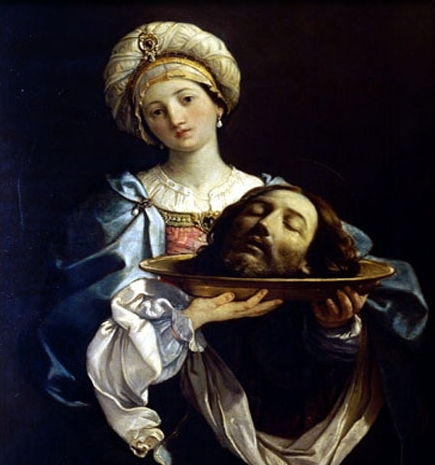
Оригинал картины Элизабетты Сирани «Иродиада с головой Иоанна Крестителя»

## Список композиций
| №                   | Название                   | Длительность |
| ------------------- | -------------------------- | ------------ |
| 1.                  | «Crown of Horns»           | 3:57         |
| 2.                  | «Slit Your Guts»           | 4:02         |
| 3.                  | «Graves of the Fathers»    | 4:11         |
| 4.                  | «Dead and Dripping»        | 3:53         |
| 5.                  | «Benedictine Convulsions»  | 4:00         |
| 6.                  | «Phobophile»               | 4:38         |
| 7.                  | «Lichmistress»             | 2:31         |
| 8.                  | «Orgiastic Disembowelment» | 4:51         |
| Общая длительность: | Общая длительность:        | 32:03        |

## Участники записи

### Cryptopsy
- Лорд Уорм — вокал
- Джон Левассье — гитара
- Эрик Ланглоис — бас
- Фло Моунер — барабаны

### Остальной персонал
- Эрик Фисет — бэк-вокал
- Стив Тибулт — бэк-вокал
- Саймон Марсден — обложка
- Пьер Ремиллард — продюсер